# The Carters
The Carters es un dúo de trap estadounidense compuesto por los artistas Beyoncé y Jay-Z. Lanzaron su primer álbum Everything Is Love el 16 de junio de 2018. Antes de nombrar formalmente su colaboración, el dúo actuó junto en dos giras mundiales, On the Run Tour (2014) y OTR II (2018), y lanzó varias colaboraciones. En 2019 el álbum fue certificado como disco de oro en Estados Unidos.
La pareja colaboró por primera vez en 2002 en la canción "03 Bonnie & Clyde", del álbum de Jay-Z The Blueprint 2: The Gift & The Curse. Tuvieron su primer número uno al año siguiente con "Crazy in Love", del álbum debut de Beyoncé como solista Dangerously in Love.

## Discografía

### Álbumes de estudio
| Título             | Detalles | Máxima posición en las listas | Máxima posición en las listas | Máxima posición en las listas | Máxima posición en las listas | Máxima posición en las listas | Máxima posición en las listas | Máxima posición en las listas | Máxima posición en las listas | Máxima posición en las listas | Certificaciones          |
| Título             | Detalles | EE. UU.                       | AUS                           | CAN                           | ALE                           | IREL                          | HOL                           | NZ                            | SUI                           | R.U.                          | Certificaciones          |
| ------------------ | --- | ----------------------------- | ----------------------------- | ----------------------------- | ----------------------------- | ----------------------------- | ----------------------------- | ----------------------------- | ----------------------------- | ----------------------------- | ------------------------ |
| Everything Is Love | - Lanzamiento: 16 de junio de 2018 - Discográfica: Parkwood, Columbia, UMG, Roc Nation - Formatos: CD, descarga digital | 2                             | 6                             | 4                             | 23                            | 10                            | 4                             | 12                            | 5                             | 5                             | - RIAA: Oro - BPI: Plata |

### Sencillos
| Título    | Año  | Máxima posición en las listas | Máxima posición en las listas | Máxima posición en las listas | Máxima posición en las listas | Máxima posición en las listas | Máxima posición en las listas | Máxima posición en las listas | Máxima posición en las listas | Certificaciones                            | Álbum              |
| Título    | Año  | EE. UU.                       | EE. UU. R&B/ HH               | AUS                           | CAN                           | IRL                           | HOL                           | SUI                           | R.U.                          | Certificaciones                            | Álbum              |
| --------- | ---- | ----------------------------- | ----------------------------- | ----------------------------- | ----------------------------- | ----------------------------- | ----------------------------- | ----------------------------- | ----------------------------- | ------------------------------------------ | ------------------ |
| "Apeshit" | 2018 | 13                            | 9                             | 51                            | 24                            | 33                            | 59                            | 69                            | 33                            | - RIAA: Platino - BPI: Plata - MC: Platino | Everything Is Love |